# Alfonso d'Aviz
Alfonso di Aviz, in portoghese D. Afonso de Portugal (Lisbona, 18 maggio 1475 – Tago, 13 luglio 1491), fu principe ereditario del regno del Portogallo e dell'Algarve, dal 1481 fino alla sua morte.

## Origine familiare
Figlio primogenito del re del Portogallo, Giovanni (figlio terzogenito del re del Portogallo Alfonso V e di sua moglie, Isabella di Coimbra, figlia del duca di Coimbra e reggente del regno del Portogallo, Pietro d'Aviz e di Isabella di Urgell e Aragona, figlia del conte Giacomo II di Urgell) e di sua moglie Eleonora di Viseu, figlia di Ferdinando d'Aviz e della moglie Beatrice del Portogallo, (figlia di don Giovanni del Portogallo e di Isabella di Braganza, figlia del futuro duca di Braganza, Alfonso, e di Beatriz Pereira de Alvim, l'unica figlia di Nuno Álvares Pereira, conestabile del regno e conte di Arraiolos, Barcelos e Ourém, e di sua moglie Leonor de Alvim).

## Biografia
Nel 1481, alla morte di suo nonno Alfonso V, il padre, Giovanni assunse la corona del Portogallo come Giovanni II.
Nel 1483, gli nacque un fratellino, Giovanni che visse solo pochi giorni.

### Il matrimonio
Alfonso sposò la principessa Isabella di Trastámara, figlia di Ferdinando II, re di Aragona, e della regina di Castiglia, Isabella I, nonché sorella dell'erede al trono dei regni di Aragona e Castiglia, il principe delle Asturie, Giovanni e di Giovanna, la futura regina di Castiglia, che passò alla storia come Giovanna la Pazza.
Comunque Isabella era la seconda nella linea di successione ai troni di Castiglia ed Aragona e la cosa preoccupava i re cattolici, perché se il principe delle Asturie, che era gracilino, non fosse arrivato all'età adulta i tre regni si sarebbero riuniti sotto la guida portoghese.

### La morte
Le cose però andarono diversamente, Alfonso morì in circostanze misteriose per una caduta da cavallo durante una passeggiata lungo le sponde del Tago.
Si ipotizzò anche l'assassinio politico, ma ciò non fu mai provato.
Alfonso fu molto amato dal padre che in suo onore chiamò Príncipe l'isola più piccola dell'arcipelago di São Tomé e Príncipe, che, nel 1493, iniziarono ad essere colonizzate da Álvaro de Caminha.

## La successione
Con la morte di Alfonso, il padre, Giovanni II rimase senza eredi legittimi ma aveva avuto un figlio da Anna de Mendonça, una delle dame di compagnia della sua matrigna, Giovanna, la Beltraneja: Giorgio di Lencastre (1481-1550).
Giovanni cercò di legittimare il figlio per poter avere un successore, ma la regina Eleonora si oppose molto tenacemente ed obbligò il marito ad una soluzione di compromesso: l'erede al trono sarebbe stato il fratello minore di Eleonora, Emanuele, che avrebbe sposato la vedova di Alfonso, Isabella d'Aragona che nel frattempo era rientrata in Castiglia.

## Ascendenza
|                         |                                |                                           | Genitori                                 |  |  | Nonni |  |  | Bisnonni                |  |  | Trisnonni              |  |
|                         |                                |                                           |                                          |  |  |       |  |  | 8. Duarte I de Portugal |  |  | 16. João I de Portugal |  |
|                         |                                |                                           |                                          |  |  |       |  |  | 8. Duarte I de Portugal |  |  | 16. João I de Portugal |  |
|                         |                                | 17. Philippa of Lancaster                 |                                          |  |  |       |  |  | 8. Duarte I de Portugal |  |  |                        |  |
| 4. Afonso V de Portugal |                                |                                           |                                          |  |  |       |  |  | 8. Duarte I de Portugal |  |  |                        |  |
|                         |                                | 9. Leonor de Aragón y Alburquerque        | 18. Fernando I de Aragón                 |  |  |       |  |  |                         |  |  |                        |  |
|                         |                                | 9. Leonor de Aragón y Alburquerque        | 18. Fernando I de Aragón                 |  |  |       |  |  |                         |  |  |                        |  |
|                         |                                | 9. Leonor de Aragón y Alburquerque        | 19. Leonor de Alburquerque               |  |  |       |  |  |                         |  |  |                        |  |
| 2. João II de Portugal  |                                | 9. Leonor de Aragón y Alburquerque        |                                          |  |  |       |  |  |                         |  |  |                        |  |
|                         |                                | 10. Pedro de Avis                         | 20. João I de Portugal (= 16)            |  |  |       |  |  |                         |  |  |                        |  |
|                         |                                | 10. Pedro de Avis                         | 20. João I de Portugal (= 16)            |  |  |       |  |  |                         |  |  |                        |  |
|                         |                                | 10. Pedro de Avis                         | 21. Philippa of Lancaster (= 17)         |  |  |       |  |  |                         |  |  |                        |  |
| 5. Isabel de Avis       |                                | 10. Pedro de Avis                         |                                          |  |  |       |  |  |                         |  |  |                        |  |
|                         |                                | 11. Isabel de Urgel                       | 22. Jaime II de Urgel                    |  |  |       |  |  |                         |  |  |                        |  |
|                         |                                | 11. Isabel de Urgel                       | 22. Jaime II de Urgel                    |  |  |       |  |  |                         |  |  |                        |  |
|                         |                                | 11. Isabel de Urgel                       | 23. Isabel de Aragón                     |  |  |       |  |  |                         |  |  |                        |  |
| 1. Afonso de Portugal   |                                | 11. Isabel de Urgel                       |                                          |  |  |       |  |  |                         |  |  |                        |  |
|                         | 12. Duarte I de Portugal (= 8) | 24. João I de Portugal (= 16, 20)         |                                          |  |  |       |  |  |                         |  |  |                        |  |
|                         | 12. Duarte I de Portugal (= 8) | 24. João I de Portugal (= 16, 20)         |                                          |  |  |       |  |  |                         |  |  |                        |  |
|                         | 12. Duarte I de Portugal (= 8) | 25. Philippa of Lancaster (= 17, 21)      |                                          |  |  |       |  |  |                         |  |  |                        |  |
| 6. Fernando de Avis     | 12. Duarte I de Portugal (= 8) |                                           |                                          |  |  |       |  |  |                         |  |  |                        |  |
|                         |                                | 13. Leonor de Aragón y Alburquerque (= 9) | 26. Fernando I de Aragón (= 18)          |  |  |       |  |  |                         |  |  |                        |  |
|                         |                                | 13. Leonor de Aragón y Alburquerque (= 9) | 26. Fernando I de Aragón (= 18)          |  |  |       |  |  |                         |  |  |                        |  |
|                         |                                | 13. Leonor de Aragón y Alburquerque (= 9) | 27. Leonor de Alburquerque (= 19)        |  |  |       |  |  |                         |  |  |                        |  |
| 3. Leonor de Avis       |                                | 13. Leonor de Aragón y Alburquerque (= 9) |                                          |  |  |       |  |  |                         |  |  |                        |  |
|                         |                                | 14. João de Avis                          | 28. João I de Portugal (= 16, 20, 24)    |  |  |       |  |  |                         |  |  |                        |  |
|                         |                                | 14. João de Avis                          | 28. João I de Portugal (= 16, 20, 24)    |  |  |       |  |  |                         |  |  |                        |  |
|                         |                                | 14. João de Avis                          | 29. Philippa of Lancaster (= 17, 21, 25) |  |  |       |  |  |                         |  |  |                        |  |
| 7. Beatriz de Avis      |                                | 14. João de Avis                          |                                          |  |  |       |  |  |                         |  |  |                        |  |
|                         |                                | 15. Isabel de Bragança e Pereira          | 30. Afonso I de Bragança                 |  |  |       |  |  |                         |  |  |                        |  |
|                         |                                | 15. Isabel de Bragança e Pereira          | 30. Afonso I de Bragança                 |  |  |       |  |  |                         |  |  |                        |  |
|                         |                                | 15. Isabel de Bragança e Pereira          | 31. Beatriz Pereira de Alvim             |  |  |       |  |  |                         |  |  |                        |  |
|                         |                                | 15. Isabel de Bragança e Pereira          |                                          |  |  |       |  |  |                         |  |  |                        |  |